# Austrozele nigricans
Austrozele nigricans är en stekelart som beskrevs av He och Chen 2000. Austrozele nigricans ingår i släktet Austrozele och familjen bracksteklar. Inga underarter finns listade.